# Moniek Nijhuis
Moniek Maria Nijhuis (Losser, 20 de marzo de 1988) es una deportista neerlandesa que compitió en natación, especialista en el estilo braza.
Ganó dos medallas de bronce en el Campeonato Mundial de Natación en Piscina Corta de 2014, una medalla de bronce en el Campeonato Europeo de Natación de 2014 y catorce medallas en el Campeonato Europeo de Natación en Piscina Corta entre los años 2003 y 2015.
Participó en los Juegos Olímpicos de Londres 2012, ocupando el sexto lugar en la prueba de 4 × 100 m estilos.

## Palmarés internacional
| Campeonato Mundial en Piscina Corta | Campeonato Mundial en Piscina Corta | Campeonato Mundial en Piscina Corta | Campeonato Mundial en Piscina Corta |
| Año                                 | Lugar                               | Medalla                             | Prueba                              |
| ----------------------------------- | ----------------------------------- | ----------------------------------- | ----------------------------------- |
| 2014                                | Doha (Catar)                        | Medalla de bronce                   | 50 m braza                          |
| 2014                                | Doha (Catar)                        | Medalla de bronce                   | 100 m braza                         |
| Campeonato Europeo                  |                                     |                                     |                                     |
| Año                                 | Lugar                               | Medalla                             | Prueba                              |
| 2014                                | Berlín (Alemania)                   | Medalla de bronce                   | 50 m braza                          |
| Campeonato Europeo en Piscina Corta |                                     |                                     |                                     |
| Año                                 | Lugar                               | Medalla                             | Prueba                              |
| 2003                                | Dublín (Irlanda)                    | Medalla de bronce                   | 4 × 50 m estilos                    |
| 2004                                | Viena (Austria)                     | Medalla de oro                      | 4 × 50 m estilos                    |
| 2005                                | Trieste (Italia)                    | Medalla de oro                      | 4 × 50 m estilos                    |
| 2008                                | Rijeka (Croacia)                    | Medalla de oro                      | 4 × 50 m estilos                    |
| 2008                                | Rijeka (Croacia)                    | Medalla de bronce                   | 50 m braza                          |
| 2009                                | Estambul (Turquía)                  | Medalla de oro                      | 50 m braza                          |
| 2009                                | Estambul (Turquía)                  | Medalla de oro                      | 4 × 50 m estilos                    |
| 2009                                | Estambul (Turquía)                  | Medalla de plata                    | 100 m braza                         |
| 2010                                | Eindhoven (Países Bajos)            | Medalla de oro                      | 100 m braza                         |
| 2010                                | Eindhoven (Países Bajos)            | Medalla de oro                      | 4 × 50 m estilos                    |
| 2010                                | Eindhoven (Países Bajos)            | Medalla de plata                    | 50 m braza                          |
| 2013                                | Herning (Dinamarca)                 | Medalla de plata                    | 50 m braza                          |
| 2015                                | Netanya (Israel)                    | Medalla de oro                      | 4 × 50 m estilos                    |
| 2015                                | Netanya (Israel)                    | Medalla de plata                    | 100 m braza                         |